# Памашсола (Моркинський район)
Памашсо́ла (рос. Памашсола, марій. Памашсола) — присілок у складі Моркинського району Марій Ел, Росія. Входить до складу Шалинського сільського поселення.
Стара назва — Помашсола.

## Населення
Населення — 14 осіб (2010; 20 у 2002).
Національний склад (станом на 2002 рік):
- лучні марійці — 95 %